# Ciepłowody

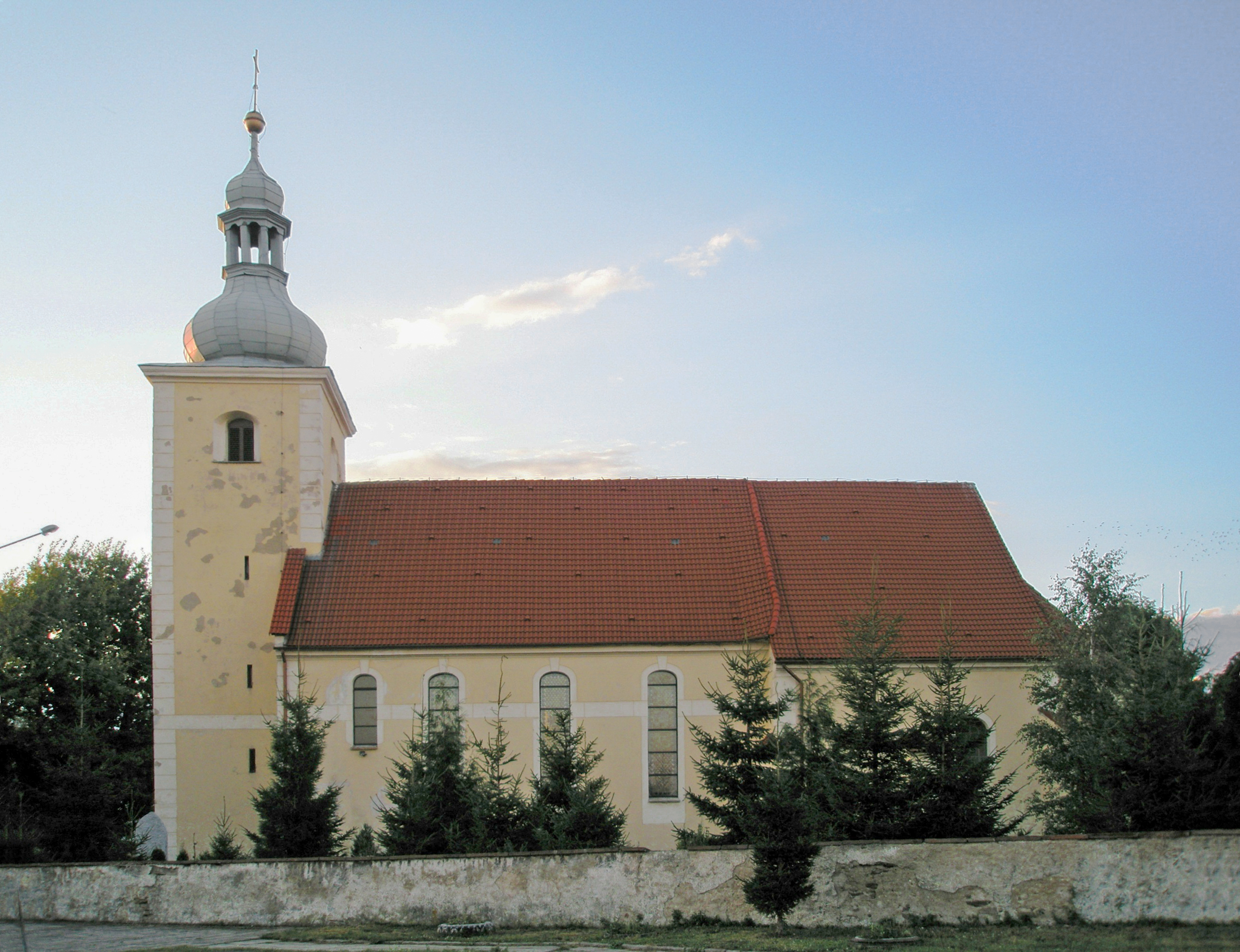
Mariä-Empfängnis-Kirche in Cieplowody

Ciepłowody (deutsch: Tepliwoda; 1936–1945 Lauenbrunn) ist ein Dorf im Powiat Ząbkowicki der Woiwodschaft Niederschlesien in Polen. Es ist Sitz der gleichnamigen Landgemeinde mit 2924 Einwohnern (Stand 31. Dezember 2020).

## Geographie
Ciepłowody liegt zwölf Kilometer nordwestlich von Ząbkowice Śląskie (Frankenstein). 
Nachbarorte sind Dobrzenice (Siegroth) im Norden, Zarzyca (Reichau), Skoroszowice (Korschwitz) und Janówka (Ober Johnsdorf) im Nordosten, Targowice (Tarchwitz) im Osten, Stary Henryków (Alt Heinrichau) und Muszkowice (Moschwitz) im Südosten, Piotrowice Polskie (Petershagen) im Süden, Kobyla Głowa (Kobelau) im Südwesten, Kozmice (Kosemitz) im Westen sowie Przerzeczyn-Zdrój (Bad Dirsdorf) und Podlesie (Kunsdorf) im Nordwesten.

## Geschichte

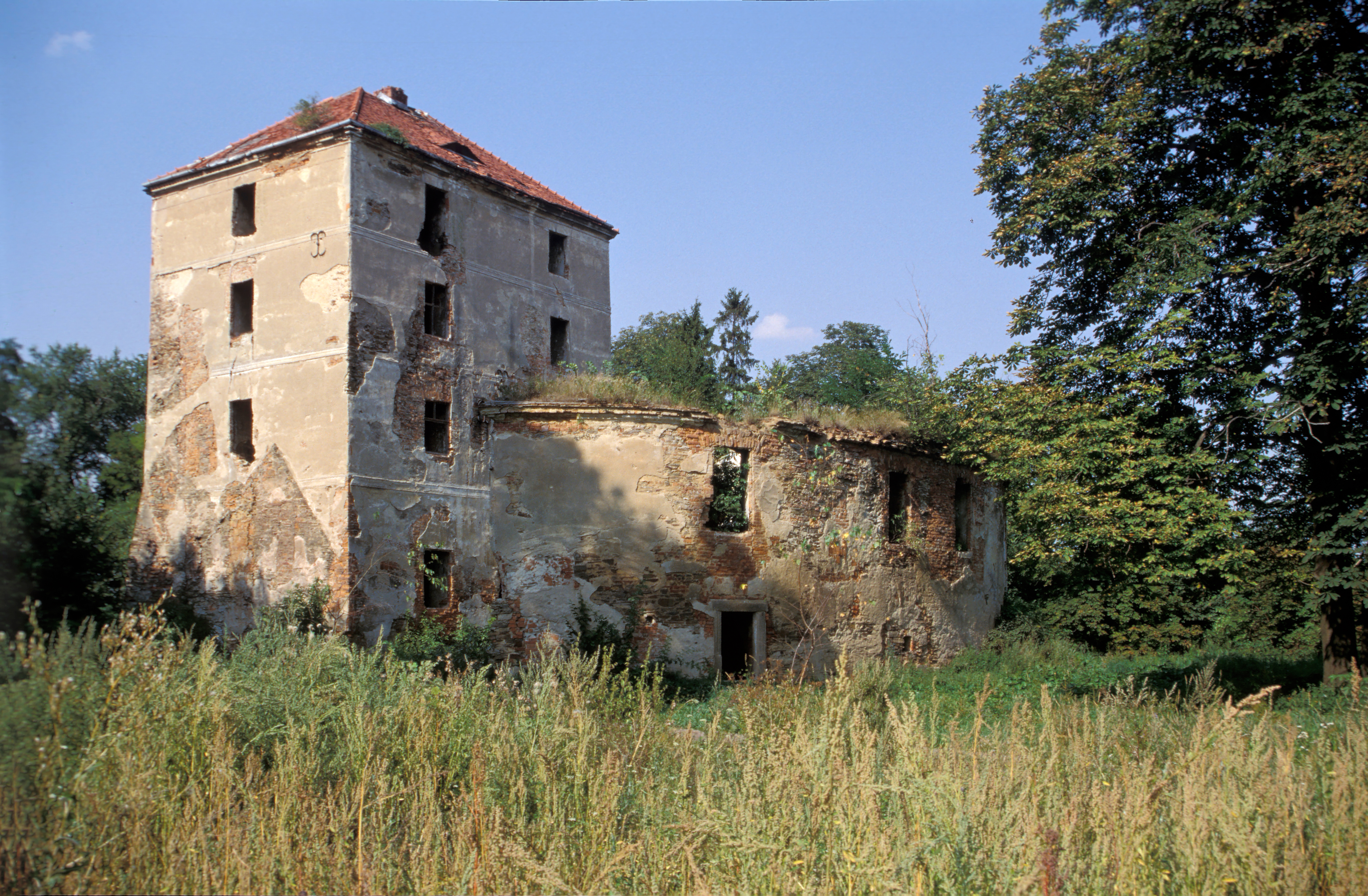
Ruine Schloss Tepliwoda

Nach dem Heinrichauer Gründungsbuch war Tepliwoda 1222 im Besitz des Ritters Albert, genannt Lyka, der die Siedlung 1242 deutschrechtlich umsetzte. Seit 1331 gehörte Tepliwoda zum neu gegründeten Herzogtum Münsterberg und gelangte mit diesem 1336 unter böhmische Lehenshoheit, die Bolko II. von Münsterberg im selben Jahr im Vertrag von Straubing anerkannte. Um diese Zeit gehörte es der Familie Seckel(in), die im Dienst der Münsterberger Herzöge stand.  
Die um 1400 entstandene Burg Tepliwoda wurde 1442 vom Münsterberger Landesherrn Hynek Kruschina von Lichtenburg zerstört, weil sie ein Raubritternest gewesen sein soll. 1462 gehörte Tepliwoda einem Ulrich Schaffgotsch, 1476 gelangte sie als Lehen an die Brüder Heinrich und Konrad von Seidlitz. Deren Nachkommen erreichten 1502 die Umwandlung des Besitzes in ein Allod. Gleichzeitig erhielten sie die Privilegien des Braurechts und der Handwerksgerechtsamen sowie einen Salz- und einen Wochenmarkt. 1577 verkauften die Seidlitz die Herrschaft Tepliwoda an die Herren Rothkirch von Panten, von denen sie durch Heirat 1683 wieder an die Familie Seidlitz gelangte. Wegen Überschuldung mussten diese 1722 die Herrschaft Tepliwoda an den Breslauer Karl Anton von Schreyvogel verkaufen. 
Nach dem Ersten Schlesischen Krieg fiel Tepliwoda 1742 mit dem größten Teil Schlesiens an Preußen. Nachfolgend wurde es in den Kreis Nimptsch eingegliedert. 1757 kam es durch Heirat an die Familie von Schweinichen. 1785 bestand Tepliwoda aus zwei Vorwerken, 46 Bauernstellen, 46 Dreschgärtnern, 37 Häuslern und einer Wassermühle. Die Einwohnerzahl betrug 897. Nach der Neugliederung Preußens gehörte Tepliwoda seit 1815 zur Provinz Schlesien und war ab 1818 dem Landkreis Münsterberg eingegliedert, der zum 1. Oktober 1932 mit dem Kreis Frankenstein in Schlesien vereint wurde.
1839 erwarb Tepliwoda Prinz Wilhelm von Oranien, der spätere König der Niederlande, dessen Haus bereits die benachbarten Herrschaften Heinrichau und Kamenz besaß. Durch die Heirat seiner Tochter Sophie mit dem Großherzog Carl Alexander von Sachsen-Weimar gelangte Tepliwoda 1863 an das Haus Sachsen-Weimar. Seit 1874 bildeten die Landgemeinden Ober Johnsdorf, Polnisch Peterwitz, Raatz und Tepliwoda sowie die Gutsbezirke Ober Johnsdorf, Polnisch Peterwitz, Raatz, Sacrau Kolonie und Tepliwoda den Amtsbezirk Tepliwoda. 1936 wurde Tepliwoda in Lauenbrunn umbenannt. 1939 bestand es aus 1528 Einwohnern.
Als Folge des Zweiten Weltkriegs fiel Lauenbrunn 1945 mit dem größten Teil Schlesiens an Polen. Nachfolgend wurde es in Ciepłowody umbenannt und der Woiwodschaft Schlesien angeschlossen. Die deutsche Bevölkerung wurde, soweit sie nicht vorher geflohen war, weitgehend vertrieben. Die neu angesiedelten Bewohner waren teilweise Zwangsumgesiedelte aus Ostpolen, das an die Sowjetunion gefallen war. Von 1975 bis 1998 gehörte Ciepłowody zur Woiwodschaft Wałbrzych (deutsch Waldenburg).

## Sehenswürdigkeiten
- Römisch-katholische Mariä-Empfängnis-Kirche, ehemals evangelische Pfarrkirche St. Michael, aus dem 14. Jahrhundert, Ende des 15. Jahrhunderts erweitert, im 19. Jahrhundert umgestaltet.
- Schloss Tepliwoda, auf das 13. Jahrhundert zurückgehende Schlossruine, 1841 nach einem Brand wieder aufgebaut, seit 1945 dem Verfall preisgegeben.

## Gemeinde
Zur Landgemeinde Ciepłowody gehören das Dorf selbst und 16 weitere Dörfer mit Schulzenämtern.

## Persönlichkeiten
- Max Näther (1899–1919), Offizier der Fliegertruppe im Ersten Weltkrieg.